# Ghost Rider (jeu vidéo)
Pour les articles homonymes, voir Ghost Rider.
Ghost Rider est un jeu vidéo de type beat them all développé par Climax Group et édité par 2K Games, sorti en 2007 sur PlayStation 2 et PlayStation Portable. Il a été adapté sur Game Boy Advance par Magic Pockets. Il est basé sur le film du même nom d'après le comics édité par Marvel.

## Voix
- Marc Alfos: Méphistophélès
- Julien Kramer: Johnny Blaze/Ghost Rider
- Gérard Rinaldi: Carter Slade

## Accueil
- Jeuxvideo.com : 13/20 (PS2/PSP)[1] - 12/20 (GBA)[2]